# This Summer's Gonna Hurt like a Motherfucker
This Summer's Gonna Hurt like a Motherfucker è un singolo del gruppo musicale statunitense Maroon 5, pubblicato il 19 maggio 2015 come primo estratto dalla riedizione del quinto album in studio V.
Il brano è stato definito dai critici "un sound synthpop" con una sonorità arena rock ed è stato prodotto da Shellback.

## Descrizione
Il 6 maggio 2015 il gruppo ha annunciato la pubblicazione del brano nelle stazioni radiofoniche a partire dal 26 maggio 2015. Il giorno seguente, la notizia è stata confermata dalla rivista Billboard in un articolo che dichiarava che il singolo sarebbe stato pubblicato a fianco della prossima riedizione del loro album V e come seguito del singolo della band, Sugar.

## Video musicale

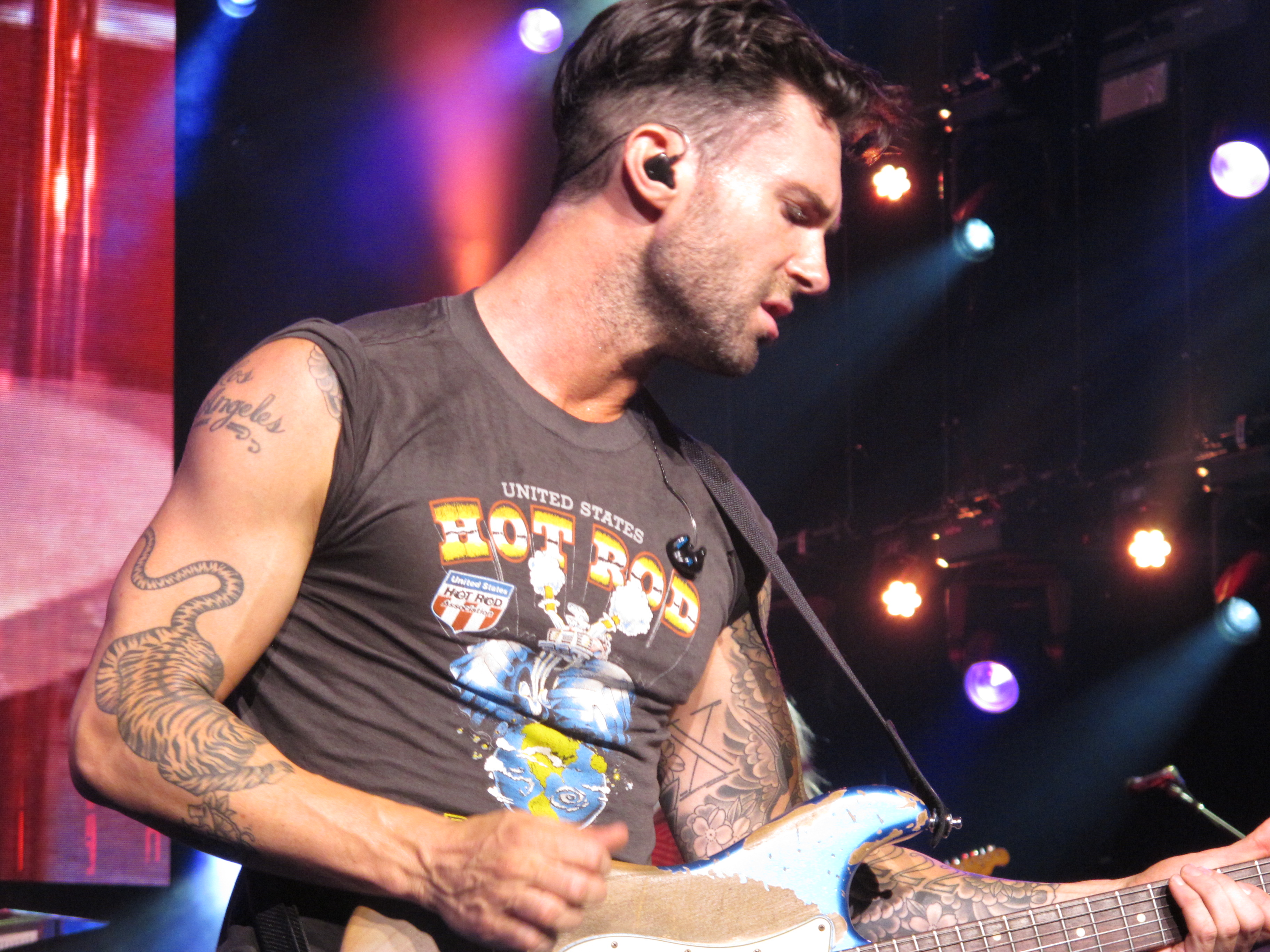
Adam Levine si mostra completamente nudo nel video di This Summer's Gonna Hurt like a Motherfucker

Il videoclip, diretto da Travis Schneider insieme ad Adam Levine e girato in bianco e nero, è stato pubblicato a sorpresa il 30 maggio attraverso il canale YouTube del gruppo e mostra lo stesso Levin nei pochi minuti che intercorrono tra i preliminari di un concerto dei Maroon 5 e l'avvio del concerto vero e proprio.
Il video si apre con la scritta in bianco del nome della band che campeggia su un fondo nero a cui segue una panoramica di una stanza piena di vapori che si rivela essere uno spogliatoio, nel quale si intravede Adam afferrare un asciugamano dopo essersi fatto una doccia e camminare per la stanza a torso nudo tenendo stretto l'asciugamano intorno alla vita e cantando il brano, per poi incamminarsi verso uno specchio sulla parete in fondo allo spogliatoio rivolgendo le spalle all'obiettivo e lasciarsi cadere l'asciugamano dai fianchi, denudandosi completamente.
Dopo aver lanciato a terra il panno intorno ai fianchi, Adam fronteggia per qualche secondo la telecamera completamente nudo con le natiche e la schiena tatuata mostrate senza veli in primo piano. A causa di questa scena, il video è soggetto a limiti di età ed è necessario il login per poter essere visualizzato (tramite il quale è possibile verificare l'età).
Una versione censurata del video è stata pubblicata il 12 giugno 2015. Tutte le scene di nudità, e in cui la labiale di Adam Levine pronuncia turpiloquio sono state coperte da diverse emoji.

### Accoglienza
Il video ha ricevuto pareri positivi dai critici, molti dei quali concernenti il primo piano del nudo integrale di Adam Levine. Il 1º giugno 2015 il video ha superato un 1 milione di visite. Alcuni critici hanno definito il video rivelatore perché il cantante balugina un inaspettato nudo.

## Tracce
Download digitale
1. This Summer's Gonna Hurt like a Motherfucker – 3:44

Download digitale – remix
1. This Summer (Maroon 5 vs. Alesso) – 3:11

CD promozionale (Regno Unito)
1. This Summer's Gonna Hurt (UK Clean Version) – 3:46
2. This Summer's Gonna Hurt (UK Superclean Version) – 3:45
3. This Summer's Gonna Hurt (Instrumental) – 3:47

CD singolo (Europa)
1. This Summer (Explicit) – 3:44
2. Sugar Remix (feat. Nicki Minaj) – 3:55

## Formazione
Gruppo
- Adam Levine – voce
- James Valentine – chitarra, voce aggiuntiva
- Jesse Carmichael – chitarra, voce aggiuntiva
- Michael Madden – basso
- PJ Morton – tastiera, programmazione del pianoforte, voce aggiuntiva
- Matt Flynn – batteria, percussioni

Produzione
- Sam Farrar – voce aggiuntiva
- Shellback – chitarra, basso e tastiera aggiuntive

Produzione
- Shellback – produzione
- Max Martin – produzione esecutiva
- Noah "Mailbox" Passovoy – ingegneria del suono
- Sam Holland, Corey Bice, Emerson Day, Ben Sedano – assistenza tecnica
- Șerban Ghenea – missaggio
- John Hanes – assistenza al missaggio
- Tim Roberts – assistenza tecnica al missaggio

## Classifiche
| Classifica (2015) | Posizione massima |
| ----------------- | ----------------- |
| Australia         | 70                |
| Austria           | 38                |
| Belgio (Fiandre)  | 52                |
| Belgio (Vallonia) | 53                |
| Canada            | 16                |
| Danimarca         | 40                |
| Finlandia         | 16                |
| Francia           | 69                |
| Germania          | 45                |
| Irlanda           | 5                 |
| Italia            | 31                |
| Norvegia          | 37                |
| Paesi Bassi       | 39                |
| Regno Unito       | 6                 |
| Spagna            | 53                |
| Stati Uniti       | 23                |
| Svezia            | 52                |
| Svizzera          | 56                |